# Championnats du monde de ski de vitesse 2001
Navigation
1999 Idre Fjäll 2003 Salla
Les Championnats du monde de ski de vitesse 2001 se sont déroulés du 28 au 31 mars 2001 à Breuil-Cervinia (Italie) sous l'égide de la fédération internationale de ski (FIS).

## Organisation
Ces championnats du monde sont en concurrence avec les championnats du monde Pro initiés en 1994 par l'association France Ski de vitesse, qui se disputent sur les pistes les plus rapides, où les concurrents dépassent les 200 km/h.
Ils se déroulent en une course unique sur la piste de Breuil-Cervinia.
| Nom                | Breuil-Cervinia |
| Altitude de départ | 3148 m          |
| Altitude d’arrivée | 2955 m          |
| Dénivellation      | 193 m           |
| Longueur totale    | à compléter     |
| Longueur utile     | à compléter     |
| Pente maximum      | à compléter     |
| Pente moyenne      | à compléter     |

## Podiums

### Hommes
| Épreuves | Or               | Argent             | Bronze        |
| -------- | ---------------- | ------------------ | ------------- |
| S1       | Jukka Viitasaari | Philippe Goitschel | Serge Perroud |

### Femmes
| Épreuves | Or               | Argent           | Bronze       |
| -------- | ---------------- | ---------------- | ------------ |
| S1       | Karine Dubouchet | Jaana Viitasaari | Tracie Sachs |

## Résultats détaillés

### Hommes S1
| \| Rang \| Skieur \| Vitesse \| \| ------------------ \| ------------------ \| ------------ \| \| Médaille d'or \| Jukka Viitasaari \| 159,081 km/h \| \| Médaille d'argent \| Philippe Goitschel \| 157,343 km/h \| \| Médaille de bronze \| Serge Perroud \| 157,205 km/h \| \| 4 \| Jukka Kopakka \| 157,137 km/h \| \| 5 \| John Hembel \| 157,068 km/h \| \| 6 \| Jyrki Jokipii \| 157,000 km/h \| \| 7 \| Philippe May \| 156,931 km/h \| \| 7 \| Jeffrey Hamilton \| 156,931 km/h \| \| 9 \| Ross Anderson \| 156,726 km/h \| \| 10 \| Oile Larsson \| 156,658 km/h \| \| 10 \| Nigel Brockton \| 156,658 km/h \| |                    |              |
| Rang | Skieur             | Vitesse      |
| Médaille d'or | Jukka Viitasaari   | 159,081 km/h |
| Médaille d'argent | Philippe Goitschel | 157,343 km/h |
| Médaille de bronze | Serge Perroud      | 157,205 km/h |
| 4 | Jukka Kopakka      | 157,137 km/h |
| 5 | John Hembel        | 157,068 km/h |
| 6 | Jyrki Jokipii      | 157,000 km/h |
| 7 | Philippe May       | 156,931 km/h |
| 7 | Jeffrey Hamilton   | 156,931 km/h |
| 9 | Ross Anderson      | 156,726 km/h |
| 10 | Oile Larsson       | 156,658 km/h |
| 10 | Nigel Brockton     | 156,658 km/h |

### Femmes S1
| \| Rang \| Skieuse \| Vitesse \| \| ------------------ \| ---------------- \| ------------ \| \| Médaille d'or \| Karine Dubouchet \| 156,114 km/h \| \| Médaille d'argent \| Jaana Viitasaari \| 154,573 km/h \| \| Médaille de bronze \| Tracie Sachs \| 153,518 km/h \| \| 4 \| Clarisse Jasmin \| 150,063 km/h \| \| 5 \| Kaori Tamura \| 148,454 km/h \| \| 6 \| Anaïs Bruzaud \| 144,578 km/h \| |                  |              |
| Rang | Skieuse          | Vitesse      |
| Médaille d'or | Karine Dubouchet | 156,114 km/h |
| Médaille d'argent | Jaana Viitasaari | 154,573 km/h |
| Médaille de bronze | Tracie Sachs     | 153,518 km/h |
| 4 | Clarisse Jasmin  | 150,063 km/h |
| 5 | Kaori Tamura     | 148,454 km/h |
| 6 | Anaïs Bruzaud    | 144,578 km/h |